# 栗崎道有
栗崎 道有（くりさき どうう、寛文4年（1664年）? - 享保11年10月20日（1726年11月13日））は、江戸時代中期の蘭学医。諱は正羽（まさゆき）。号は道仙。道有は栗崎家世襲の号で、「露」を意味するオランダ語dauw（英dew）に由来し、時に道宇とも書かれる。

## 生涯
外科医・栗崎正家の子として誕生。寛文4年（1664年）に長崎で生まれたとされるが、生年については万治3年（1660年）、寛文元年（1661年）とする説もある。
祖父・栗崎道喜から続く南蛮流の外科医術を取得し、その後オランダ流の外科を習得した。元禄4年（1691年）、江戸へ出て江戸幕府の官医となった。元禄14年（1701年）、赤穂藩主・浅野長矩が江戸城内で吉良義央を斬りつけた際には、義央の治療を行い、また元禄15年（1702年）に義央が赤穂浪士に斬られた際には、首と胴体の縫合を行ったという。
享保10年（1725年）、毛利師就が水野忠恒に斬りつけられた事件の際にも、師就の治療に当たった。
享保11年（1726年）、死去。墓は吉良義央と同じ萬昌院功運寺にある。
子孫には法眼に任じられたものもいる。中国武術家の栗崎佳子（くりさきけいこ）、シャンソン歌手の栗崎博光（くりさきひろみつ）などがいる。なお、肥後熊本藩に医師として召抱えられた子孫もおり熊本では栗崎姓の医師が多い。